# ميخائيل موريس (كاتب)
ميخائيل موريس (بالإنجليزية: Michael Morris)‏ هو مقدم برامج إذاعية وكاتب سيناريو أمريكي، ولد في 7 يناير 1918 في خاركيف في أوكرانيا، وتوفي في 20 يونيو 2003 في لوس أنجلوس في الولايات المتحدة.

## وصلات خارجية
- ميخائيل موريس على موقع IMDb (الإنجليزية)
- ميخائيل موريس على موقع قاعدة بيانات الأفلام السويدية (السويدية)
- ميخائيل موريس على موقع قاعدة بيانات الفيلم (الإنجليزية)